# Йохан I фон Изенбург-Аренфелс
Йохан I фон Изенбург-Аренфелс (на немски: Johann I von Isenburg-Arenfels; * ок. 1303; † 17 ноември 1345 или 1348) е господар на Изенбург-Аренфелс. Линията Изенбург-Аренфелс свършва през 1371 г.

## Произход
Той е вторият син на граф Герлах I фон Изенбург-Аренфелс († 1303) и съпругата му Елизабет фон Клеве († сл. 25 май 1283), дъщеря на граф Дитрих фон Клеве-Динслакен († 1244) и принцеса Елизабет де Брабант († 1272), дъщеря на херцог Хендрик I де Брабант. По-големият му брат е Дитрих I фон Изенбург-Гренцау († 1334), а по-малкият му брат Герлах († сл. 1307) е от 1303 г. приор в Мюнстермайфелд.

## Фамилия
Първи брак: пр. 1306 г. с Катарина († сл. 1306) и има един син:
- Йохан II фон Изенбург-Аренфелс

Втори брак: сл. 1306 г. с Юта фон Аршайд († сл. 1386), дъщеря на Хайнрих фон Аршайд († 1324) и Юта фон Борн († сл. 1319). Бракът е бездетен.